# 蒙地卡羅冬宮酒店
蒙地卡羅冬宮酒店（Hôtel Hermitage Monte-Carlo）是摩納哥蒙地卡羅的一座酒店，由摩納哥海水浴協會所有（Société des bains de mer de Monaco）。這座酒店修建於1890年至1896年。古斯塔夫·艾菲爾參與了這座建築的設計。